# Monte Sobretta
Il Monte Sobretta (3 296 m s.l.m.) è una montagna delle Alpi dell'Ortles nelle Alpi Retiche meridionali. Si trova in Lombardia (provincia di Sondrio). Si può salire sulla montagna partendo da Ponte dell'Alpe (2 294 m), località di Santa Caterina Valfurva.